# سنژینا
سنژینا (به بلغاری: Snezhina) یک منطقهٔ مسکونی در بلغارستان است که در استان وارنا واقع شده‌است.
 سنژینا  ۵۳۹ نفر جمعیت دارد و ۱۳۱ متر بالاتر از سطح دریا واقع شده‌است.